# Kamerad-Schnürschuh-Syndrom
Der Begriff Kamerad-Schnürschuh-Syndrom  beschreibt ein Druck- bzw. Engpasssyndrom der peripheren Nerven der Füße.

## Symptome
Das Kamerad-Schnürschuh-Syndrom äußert sich als Sensibilitätsstörung an der Außenkante des Fußes. Es kann entstehen, wenn das Ende des Stiefelschafts den Nervus suralis komprimiert.